# Krossbrún
Krossbrún är en ås i republiken Island. Den ligger i regionen Västlandet, 100 km norr om huvudstaden Reykjavík.